# Bosi
Bosi es una multinacional Colombiana fundada en 1975,
que produce y comercializa calzado y accesorios en cuero. Desde 1978 la moda italiana ha tenido gran influencia en sus diseños, logrando conquistar el mercado nacional y expandirse internacionalmente, ofreciendo artículos de moda y de alta calidad para hombres, mujeres y niños.

## Historia
Bosi comenzó en 1975, cuando una familia en Medellín decidió producir y comercializar artículos de calzado y accesorios de cuero, influenciados por el diseñador italiano Francesco Bosi, quien inspiró los diseños y de quien tomaron el apellido para bautizar la marca. Comenzaron en un pequeño local del barrio Laureles de la capital antioqueña, que les servía de fábrica, almacén y bodega.
Los productos fueron reconocidos por su originalidad y creatividad; así nació el eslogan “una persona originale”. A finales de los 90 la apuesta se dirigió a jóvenes entre los 15 y 25 años y a una línea infantil, Bosi Bambino, que nació en 1995 con almacenes propios en algunas ciudades.
Después de la política de sustitución de importaciones en Colombia llegó la competencia internacional, pero el concepto de Bosi se siguió ajustando a las especificaciones del mercado. "Incluso, los propios consumidores han colocado a la marca al mismo nivel de Nike, Puma y Adidas, que comercializan zapatos y moda casuales y deportivos".
A mediados de 2009 la marca concretó una alianza con el Grupo Cortefiel de España para traer a Colombia las marcas de ropa Women Secret, Springfield, Milano, Cortefiel y Pedro del Hierro.

## Marcas Asociadas

### Bambino Bosi
Marca que comercializa calzado y accesorios para el público infantil.

#### ADT Motowear
Línea de la marca Addict by Bosi, dirigida al público motociclista.